# جین کرین
 جین کرین (انگلیسی: Jeanne Crain؛ ۲۵ مهٔ ۱۹۲۵ – ۱۴ دسامبر ۲۰۰۳) هنرپیشه اهل ایالات متحده آمریکا بود.
از فیلم‌هایی که وی در آن نقش داشته است، می‌توان به به خدا واگذارش کن، نامه‌ای به سه همسر، دوجینش ارزان‌تر است، تهاجم ۱۷۰۰، لباس پاره‌پوره و پیروزی در پرواز اشاره کرد.